# Drosophila birchii
Drosophila birchii är en tvåvingeart som beskrevs av Theodosius Grigorievich Dobzhansky och Bryant Mather 1961. 
Drosophila birchii ingår i släktet Drosophila och familjen daggflugor. Artens utbredningsområde är Australien och Nya Guinea.